# Nacissela Maurício
Nacissela Mauricio, née le 2 juin 1980, est une joueuse angolaise de basket-ball.

## Palmarès
- Championne d'Afrique en 2011 avec l'Angola
- Désignée meilleure joueuse du Championnat d'Afrique de basket-ball féminin 2011
- Médaille d'argent aux Jeux africains de 2011
- Médaille de bronze aux Jeux africains de 2007
- Médaille de bronze aux Jeux africains de 2015